# Bryum conoideo-operculatum
Bryum conoideo-operculatum är en bladmossart som beskrevs av Warnstorf 1915. Bryum conoideo-operculatum ingår i släktet bryummossor, och familjen Bryaceae. Inga underarter finns listade i Catalogue of Life.